# Берлин, Элияху
Элияху Берлин (ивр. אליהו ברלין‎; 1866 — 25 февраля 1959) — общественный и политический деятель палестинского еврейства, важный деятель ишува во времена британского мандата, один из основателей первого еврейского города в Палестине — Тель-Авива. Также Элияху Берлин, стал одним из подписавшихся под декларацией независимости Израиля.

## Биография
Родился в 1866 году в Могилёве. Получил еврейское образование, затем закончил русскую гимназию и юридический факультет Московского университета. Вступил в Ховевей Цион и стал активным сионистом, принял участие в первом сионистском конгрессе и занял пятое место среди членов Демократической фракции. Был противником предложенного Великобританией плана Уганды, в 1905 году он посетил Эрец-Исраэль, которая тогда находилась под османским владычеством. В 1907 году окончательно переехал в Палестину, здесь поселился в Яффо. В Палестине Берлин основал мыльный завод и завод по производству оливкового масла в Хайфе и Гуш-Дане, на этих заводах действовал принцип еврейского труда.
В 1948 году Берлин стал одним из основателей Прогрессивной партии, позже он присоединился к партии Общие сионисты, Элияху был членом Еврейского Национального Совета, в котором занимал должность казначея в период с 1920 по 1948 годы. Также, Элияху Берлин был одним из менеджеров банка Апоалим, а в период с 1921 по 1925 годы стал директором банка. Он также был председателем попечительского совета Техниона.
В 1948 году Берлин специально прилетел из осаждённого Иерусалима, чтобы подписать декларацию независимости Израиля.
Элияху Берлин умер в 1959 году и был похоронен на кладбище Трумпельдор в Тель-Авиве.